# Józef Jan Kisielnicki
Józef Jan Kisielnicki herbu Topór (zm. 1775) – łowczy wiski w 1767 roku, wojski większy wiski w 1766 roku, miecznik wiski w 1765 roku, podstarości i sędzia grodzki kolneński w 1773 roku.
Jako poseł ziemi łomżyńskiej na sejm elekcyjny był elektorem Stanisława Augusta Poniatowskiego w 1764 roku z ziemi łomżyńskiej.